# Yanesha'
Yanesha' (Yaneshac̈h/Yanešač̣; literalment: «nosaltres les persones»), també anomenada amuesha o amoesha és una llengua parlada pels Yanesha' del Perú, a la regió central i oriental del Departament de Pasco.
A causa de la influència i la dominació de l'Imperi Inca, el yanesha té molts prèstecs del quítxua, incloent-hi vocabulari bàsic. També és probable que el yanesha hagi estat influenciat pel sistema vocàlic del quítxua, ja que actualment té un sistema de només tres vocals, en compte del sistema de quatre vocals típic de les llengües arawak. També té molts préstecs de les llengües campa.

## Fonologia
El yanesha té 22 consonants i 9 fonemes vocàlics. Les consonants tenen un cert grau de variació al·lofònica, mentre que en les vocals és molt més considerable.

### Consonants
|            |               | Bilabial | Bilabial | Alveolar | Retroflexa | Palatal       | Velar   |
| Senzilla   | Palatalitzada |          |          | Alveolar | Retroflexa | Palatal       | Velar   |
| ---------- | ------------- | -------- | -------- | -------- | ---------- | ------------- | ------- |
| Nasal      | Nasal         | m m      | m̃ mʲ     | n n      |            | ñ nʲ          | ((ŋ)) ² |
| Oclusiva   | Oclusiva      | p p      | p̃ pʲ     | t t      |            | t̃ tʲ / c̃ kʲ ¹ | c/qu k  |
| Africada ¹ | Africada ¹    |          |          | ts t͡s    | c̈h t͡ʂ      | ch t͡ʃ         |         |
| Fricativa  | sorda         |          |          | s s      |            | sh ʃ          | j x     |
| Fricativa  | sonora        | b β      | b̃ βʲ     |          | rr ʐ       |               | G ɣ     |
| Bategant   | Bategant      |          |          | r ɾ      |            |               |         |
| Aproximant | Central       |          |          |          |            | y j           | hu/u w  |
| Aproximant | Lateral       |          |          |          |            | ll lʲ         |         |

1. Les africades i /tʲ/ són aspirades fonèticament.
2. [ŋ] és un al·lòfon de /n/ abans de /k/

El yanesha, com el rus, l'irlandès, i el marshallès, contrasten alguns parells de consonants senzilles i palatalitzades:
- anap̃ /aˈnaxpʲ/ («el va respondre») vs. anap //aˈnaxp// («va respondre»)
- esho'ta netsorram̃o /eˈʃota netsoˈʐamʲo/ («ha entrat la meva serra») vs. esho'ta nenamo /eˈʃota neˈnamo/ («ha entrat la meva boca»)
- ña /nʲa/ («ell») vs. na /na/ («Jo»)

Les consonants palatalitzades restants (/lʲ// i /tʲ/) no ofereixen un contrast un-a-un amb les consonants senzilles; la primera perquè és la única consonant lateral i, per tant, no contrasta amb cap altre fonema segons la palatalització; mentre que /tʲ/contrasta amb /t/, i també amb /ts/, /tʃ/ i /tʂ/. Les consonants bilabials palatalitzades tenen un off-glide palatal més perceptible que les alveolars. A final de paraula, aquest off-glide és sord per a /pʲ/ i /lʲ/, però absent per a /mʲ/.
Una altra característica general del yanesha és l'ensordiment en alguns contextos. A més de l'ensordiment d'alguns off-glides palatals, la fricativa retroflexa /ʐ/ és sorda a final de paraula o davant d'una consonant sorda (assimilació): arrpa /ˈaʐpa/ («és aquí») → [ˈaʂpa] Les aproximants /w/ i /j/ són sordes davant d'oclusives sordes, com en huautena /wawˈteːna/ («borda») i en neytarr /nejˈtaʐ/ («la meva porta»); /j/ també és sorda davant de les africades i a final de paraula: ahuey /aˈwej/ («som-hi»).
De manera similar, les oclusives /p/, /t/ i /k/ són aspirades a final de paraula: ellap /eˈlʲap/ («tret de pistola») → [eˈlʲapʰ]; precedint una altra oclusiva o una africada. Una oclusiva por ser aspirada de manera que etquëll /eːtˈkelʲ/ («un peix») és pronunciat com [eetʰkelʲ] o [eetʰkelʲ]. La velar fricativa /x/ es converteix en [h] davant d'una altra consonant.

### Vocals
El yanesha té tres qualitats vocàliques: /a/, /e/, i /o/. Cadascuna contrasta fonèticament entre formes curtes, llargues i «laringeals» o «glotals».
La laríngelització generalment consisteix en la glotalització de la vocal en qüestió, creant una mena de vocal fry. En contexts no finals, ocorre una variació (especialment davant de consonants sonores) que va des del vocal fry durant tota la vocal o només en una seqüència, una pausa glotal o la vocal lleugerament rearticulada: ma'ñorr /maˀˈnʲoʐ/ («cérvol») → [maʔa̯ˈnʲoʂ]. Abans d'una nasal a final de paraula, aquesta vocal rearticulada pot ser realitzada amb una qualitat sil·làbica nasal. A més, tot i no sé tant llarga com una vocal llarga, les vocals laringeals són generalment més llargues que les vocals curtes. Quan se situen a final de paraula absolut, les vocals laringealitzades difereixen de les curtes només en la presència d'una pausa glotal a continuació.
Totes les consonants poden aparèixer inicialment, al mig i al final amb l'excepció de /ɣ/ i /w/, que no se situen a final de paraula. Els grups consonàntics inclouen com a mínim una pausa, a excepció de /tsʐ/ i /mw/. Els altres grups consonàntics inicials possibles són:
- /pw/, /pr/, /tr/, /kj/
- /tʃp/, /ʐp/, /tʃt/, /ʃt/

Els grups consonàntics a final de paraula consisteixen en una nasal o en /x/ seguides d'una oclusiva o africada:
/mp/, /nt/, /nk/, /ntʲ/, /ntʃ/, /ntʂ/
Els grups consonàntics situats a l'interior d'una paraula poden estar conformats per dues o tres consonants.

### Accent
Tot i que pugui semblar fonèmic, l'accent acostuma a recaure en la penúltima síl·laba o en l'última. Menys freqüentment, també pot recaure en l'antepenúltima. Algunes paraules, com oc̈gallina /ˈotʂen/~/oˈtʂen/ ('pinta'), tenen variació lliure de l'accent.